# نينغان
نينغان (بالصينية: 宁安市) هي مدينة على مستوى مقاطعة، في الصين، تقع في مودانجيانغ، وهيلونغجيانغ، بلغ عدد سكانها 440,000 نسمة وذلك حسب إحصائيات سنة 2004، تبلغ مساحتها 7,870 كيلومتر مربع، رمزها البريدي هو 157400.

## التقسيمات الإدارية
- Shiyan  [لغات أخرى]‏
- Jingbo  [لغات أخرى]‏.